# Xã Murray, Quận Greene, Missouri
Xã Murray (tiếng Anh: Murray Township) là một xã thuộc quận Greene, tiểu bang Missouri, Hoa Kỳ. Năm 2010, dân số của xã này là 6.647 người.